# Бечковская
 Бечковская  — деревня в Лузском муниципальном округе Кировской области.

## География
Расположена в центральной части района, прилегает с юго-востока к селу Учка.

## История
Упоминается с 2002 года . С 2006 по 2012 годы было в составе Учецкого сельского поселения, с 2012 по 2020 находилось в составе Лальского городского поселения.

## Население
Постоянное население составляло 6 человек (русские 83%) в 2002 году, 5 в 2010.